# Tedburn St Mary
Tedburn St Mary è un villaggio e parrocchia civile dell'Inghilterra, appartenente alla contea del Devon.